# Bud Spencer Blues Explosion (album)
Bud Spencer Blues Explosion è il primo album studio del duo blues rock Bud Spencer Blues Explosion, pubblicato nel 2009.

## Il disco
Nell'album sono presenti le cover dei brani Hey Boy Hey Girl dei The Chemical Brothers e Esci piano di Alex Britti. Inoltre in Mi sento come se... viene citato un riff di Celebration Day dei Led Zeppelin.
Il brano Fanno meglio era stato già inserito nell'autoproduzione di debutto Happy EP, ma qui è in una nuova versione. Allo stesso brano collabora Valentina Lupi.
Per quanto riguarda lo stile, l'album si caratterizza di un mix di generi diversi: dal blues (Blues, Frigido) al rock and roll di vigore elettrico (Good Morning Mike, Here I Am).

## Tracce
1. Mi sento come se...
2. Frigido
3. Hey Boy Hey Girl
4. Here I Am
5. Altri pensieri
6. Tiepido
7. Qualsiasi qualunque
8. Good Morning Mike Serpente
9. Esci piano
10. Blues
11. Meteoropatia
12. Fanno meglio

## Formazione
- Adriano Viterbini - voce, chitarra, tastiere
- Cesare Petulicchio  - batteria, cori